# Stroudsburg
Stroudsburg ist ein Borough und Sitz der Countyverwaltung (County Seat) des Monroe County im US-Bundesstaat Pennsylvania. Das U.S. Census Bureau hat bei der Volkszählung 2020 eine Einwohnerzahl von 5.927 ermittelt.

## Geographie
Stroudsburg liegt am Interstate 80 und 65 Kilometer südöstlich von Wilkes-Barre. Entwässert wird Stroudsburg durch den McMichael Creek, der das Townsgebiet von Westen nach Osten durchfließt. Über ihn liegt Stroudsburg in Einzugsgebiet des Delaware River. Der Bundesstaat New Jersey beginnt in einer Entfernung von fünf Kilometern im Osten.

## Geschichte
In den 1830er Jahren wurde Stroudsburg von Farmern besiedelt. Sie nannten den Ort später zu Ehren des Siedlers Jacob Stroud „Stroudsburg“. Das 1890 erbaute Barry County Courthouse ist ebenso wie das Stroud Mansion, die Kitson Woolen Mill und der Academy Hill Historic District im National Register of Historic Places (NRHP) eingetragen.

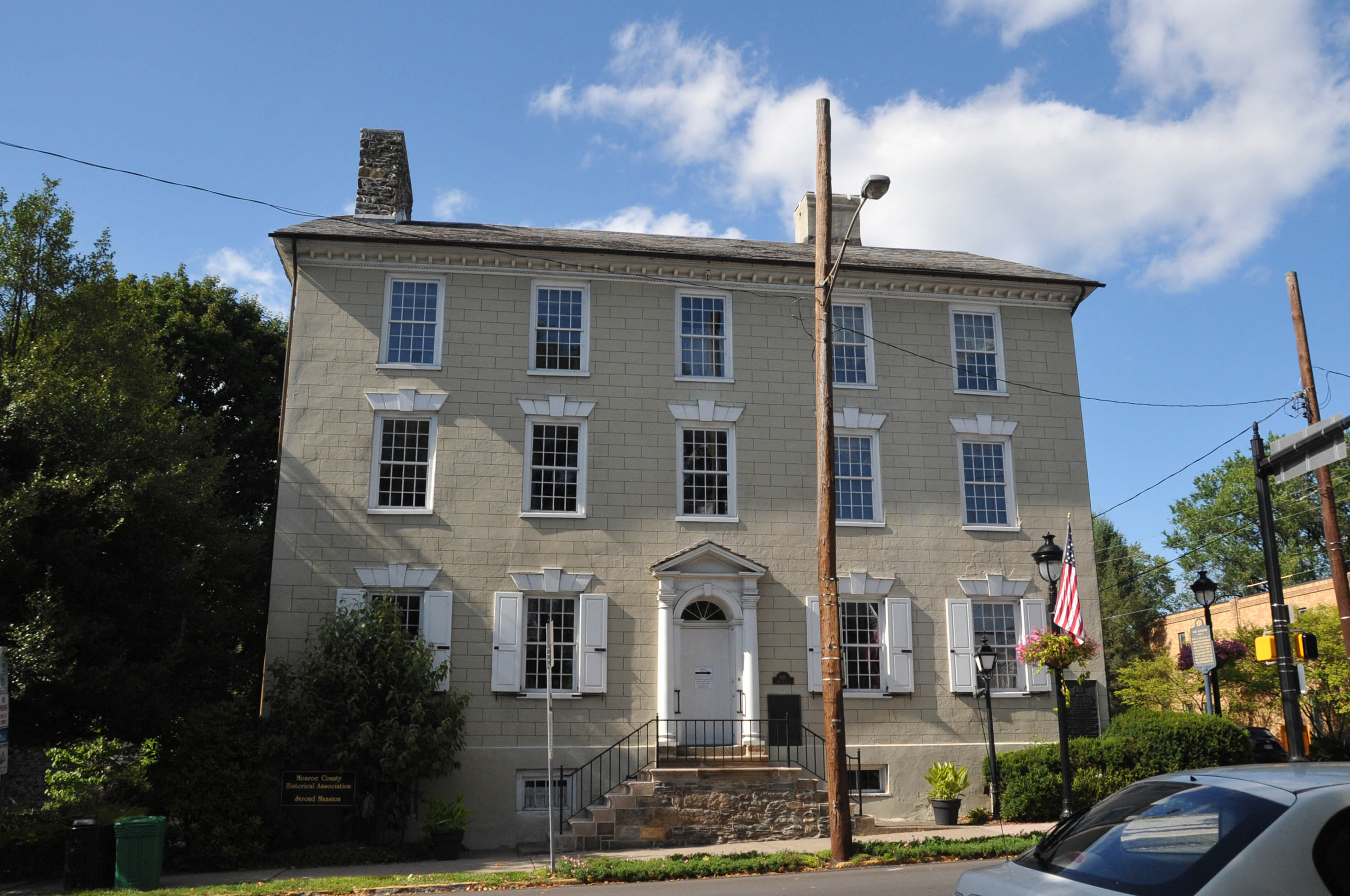
Das 1795 erbaute Stroud Mansion ist seit August 1979 im NRHP eingetragen.
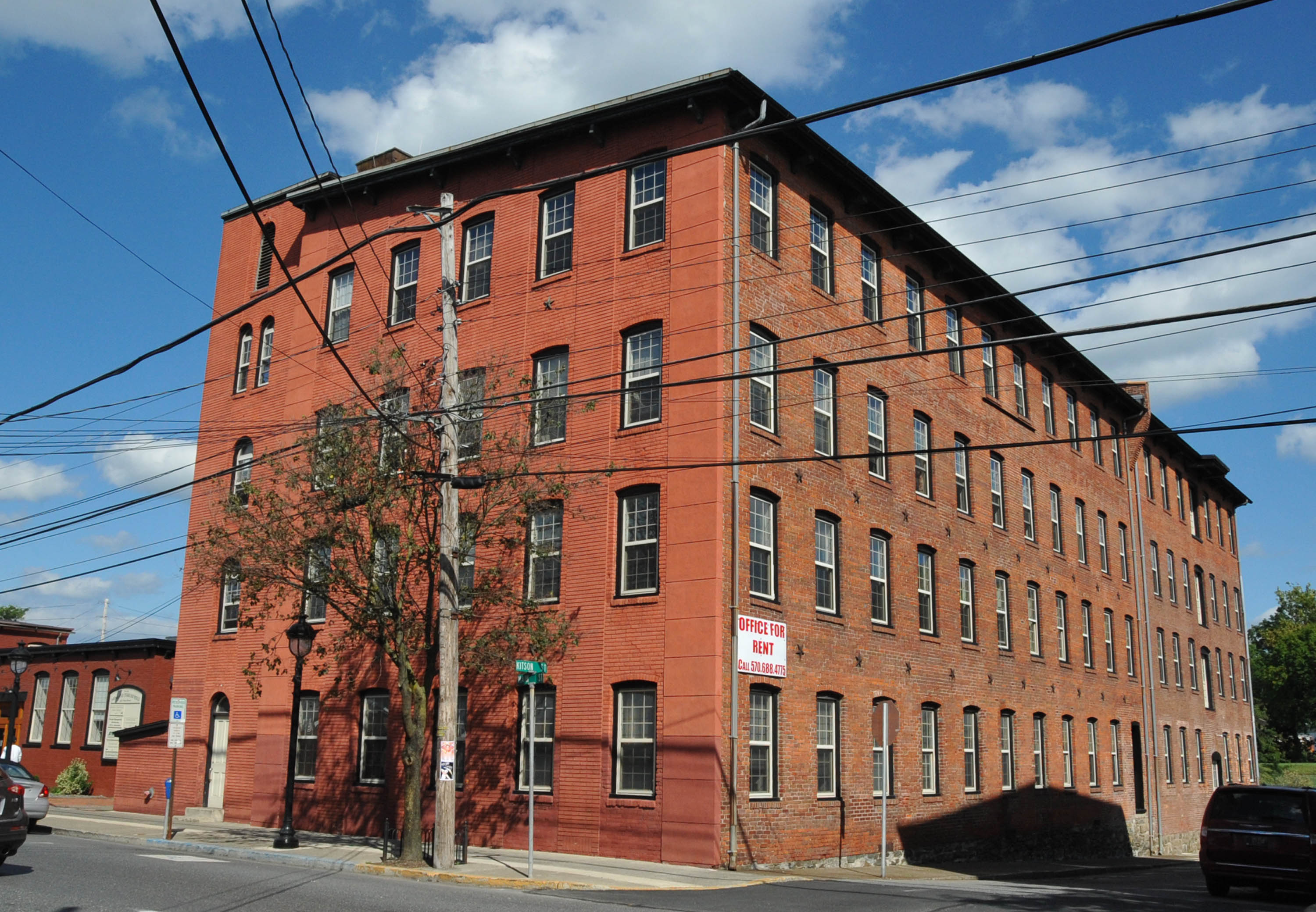
Die Kitson Woolen Mill wird seit Januar 1984 im NRHP geführt.
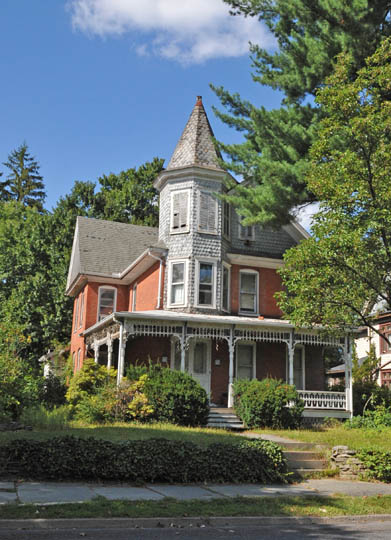
Der Academy Hill Historic District ist Januar 1990 im NRHP eingetragen.

Die nahe East Stroudsburg University of Pennsylvania bietet für Studenten eine Vielzahl verschiedener Bachelor-Programme an. Schwerpunkte dabei sind: Gesundheit und Körpererziehung, Biologische Wissenschaften, Betriebswirtschaft, Informatik sowie Psychologie.

## Demografische Daten
Im Jahr 2014 wurde eine Einwohnerzahl von 5466 Personen ermittelt. Das Durchschnittsalter lag zu diesem Zeitpunkt mit 37,8 Jahren unterhalb des Wertes von Pennsylvania, der 40,6 Jahre betrug. 22,7 % der heutigen Bewohner gehen auf Einwanderer aus Deutschland zurück. Weitere maßgebliche Zuwanderungsgruppen während der Anfänge des Ortes kamen zu 14,4 % aus Italien, zu 11,4 % aus Irland und zu 9,45 % aus Puerto Rico.

## Söhne und Töchter der Stadt
- Charles W. Buttz (1837–1913), Politiker
- John Morgan Dengler (1927–1994), Jazzmusiker
- Sebastian Joseph-Day (* 1995), American-Football-Spieler
- Byron Kurt Lichtenberg (* 1948), Wissenschaftler und Astronaut